# Venom (glasbena skupina)
Venom je britanska thrash/speed/black metal skupina, ustanovljena leta 1979 v mestecu Gateshead blizu Newcastla, Anglija. Veljajo za pionirje blacka. Pod vplivom bendov, kot so Judas Priest, The Sex Pistols, KISS in Motörhead so razvili svoj lasten zvok, ki je zelo vplival na začetek death in black metala ter thrash metal bende. Mayhem, Slayer, Metallica, Megadeth, Anthrax, Death, Testament, Hellhammer, Exodus in Morbid Angel so le nekateri izmed bendov, v katerih najdemo vpliv Venomov. Njihova glasba je sicer bližje speed metalu, a besedila ter grob vokal so jih oddaljili od bendov tistega časa. Njihova prva dva albuma, Welcome to Hell (1981) in Black Metal (1982) sta temelja za razvoj black metala, ki je kmalu sledil.

## Zgodovina
Venom so nastali s preimenovanjem skupine Guillotine leta 1979. Originalno so zasedbo sestavljali Jeffrey Dunn na kitari, vokalist Dave Blackman, Dave Rutherford na drugi kitari, bas kitarist Dean Hewitt in bobnar Chris Mercaters. Kasneje istega leta sta bila Blackman in Mercater zamenjana z bobnarjem Tonyem Brayem in vokalistom Cliverjem Archerjem. Kmalu zatem je bil zamenjan tudi basist Alan Winston z Deanom Hewittom, Rutherforda pa je na kitari zamenjal Conrad Lant. Le nekaj dni pred prvim nastopom bend zapusti Winston, tako da Lant kitaro zamenja za bas kitaro.
Leta 1980 se Venom odločijo, da bodo prevzeli nekatere satanistične znake, tako da so se člani preimenovali. Clive Archer postane "Jesus Christie", Conrad Lant "Cronos", Tony Bray "Abbadon" in Jeffrey Dunn "Mantas". Aprila tega leta posnamejo prve tri demo posnetke, to so bili "Angel Dust", "Raise The Dead" in "Red Light Fever". Kmalu zatem za samo 50 funtov posnamejo novih 6 posnetkov, s Cronosom na vokalih v pesmi "Live Like An Angel". Clive Archer zapusti bend, s čimer se zaključi stalno menjavanje postave. V tej zasedbi iz leta 1980 Venom nastopajo še danes.
Venom pod okrilje vzamejo Neat Records, in že kmalu zatem izdajo single "In League with Satan" / "Live Like An Angel". Kasneje leta 1981 izdajo prvenec Welcome to hell. To je bil poseben in provokativen album, saj je bil Satan v tistih časih v glasbi malokdaj omenjen. Velja za zelo vpliven album. Meje Thrash metala je potisnil do ekstremov, in zametki novega žanra so bili tukaj.
Njihov drugi album, Black metal, velja za enega najbolj vplivnih albumov thrash, black in death metala. V tekstih, naslovih pesmi in kitarskih solih namreč lahko najdemo elemente vseh treh žanrov.
Medtem ko mnogo fenov ter glasbenikov vidi Venom kot enega najpomembnejših metal bendov, se nekateri drugi s tem ne strinjajo. Tako je hardcore punk pevec Henry Rollins leta 1986 v svoj dnevnik med drugim zapisal: "kitarist je tako slab da mi gre na bruhanje."
Pionirji blacka zatrjujejo, da je šel danes black metal predaleč. Nasprotujejo aktom, kot so projekcije gorečih cerkva med koncertom in drugim podobnim "umetniškim" šovom. Pravijo, da je bil njihov cilj kontraverzna glasba, nektaeri pa da v tem pretiravajo. Kakorkoli že, tudi njihovo mnenje se od intervjuja do intervjuja spreminja.
Marca 2006 so izdali svoj najnovejši album, Metal black. Že ime nakazuje, da gre za vrnitev k svojim koreninam.

## Zasedba
- Conrad "Cronos" Lant - bas kitara, vokal
- Jeff "Mantas" Dunn - kitara
- Tony "Abaddon" Bray -bobni

## Diskografija
- Welcome to Hell (1981)
- Black Metal (1982)
- At War with Satan (1983)
- Possessed (1985)
- American Assault (1985)
- Canadian Assault (1985)
- French Assault (1986)
- The Singles 1980-1986 (1986)
- Calm Before the Storm (1987)
- Eine Kleine Nachtmusik (1987)
- Prime Evil (1989)
- Tear Your Soul Apart (1990)
- Acid Queen (1991)
- Temples of Ice (1991)
- The Book of Armageddon (Best of) (1992)
- The Waste Lands (1992)
- Kissing the Beast (1993)
- Skeletons in the Closet (1993)
- Old, New, Borrowed and Blue (1994)
- Venom ' 96 (1996)
- Cast in Stone (1997)
- Mantas Returns (1998)
- Resurrection (2000)
- Metal Black (2006)
- Hell (2008)
- Fallen Angels (2011)
- From the Very Depths (2015)
- Storm the Gates (2018)